# Masters de Hamburgo 1986
El Abierto de Hamburgo de 1986 fue un torneo de tenis jugado sobre tierra batida, que fue parte de las Masters Series. Tuvo lugar en Hamburgo, Alemania, desde el 15 de septiembre hasta el 21 de septiembre de 1986.

## Campeones

### Individuales
Henri Leconte vence a  Miloslav Mecír, 6-2, 5-7, 6-4, 6-2

### Dobles
Sergio Casal /  Emilio Sánchez vencen a  Boris Becker /  Eric Jelen, 6-1, 7-5